# Marciano (usurpador)
Marciano (em latim: Flavius Marcianus; fl. 469 - 484) foi um membro da dinastia leonina e um usurpador contra o imperador Zenão em 479.

## Biografia
Marciano foi membro de várias famílias imperiais romanas. Seu pai era Antêmio, imperador romano do ocidente entre 467 e 472, um descendente de Procópio, usurpador em 365-366 contra o imperador Valente, e parente do imperador Juliano (360-363). A mãe de Marciano foi Márcia Eufêmia, filha de Marciano (imperador romano do Oriente entre 450 e 457) e Élia Pulquéria, filha do imperador Arcádio e sobrinha do imperador Teodósio I. Marciano tinha três irmãos - Antemíolo, que morreu na Gália em 471, Procópio Antêmio e Rômulo - e uma irmã, Alípia, esposa do mestre dos soldados (magister militum) ociental Ricimero.
Para reforçar os laços entre os império romanos do Ocidente e Oriente, Marciano casou-se com Leôncia, filha do imperador romano do Oriente Leão I, o Trácio e sua esposa Élia Verina (a irmã mais velha de Leôncia, Ariadne, havia se casado com o poderoso general Zenão), e foi escolhido como cônsul isoladamente por duas vezes, em 469 e 472.
Com a morte de Leão I, o seu neto Leão II, filho de Zenão com Ariadne, sucedeu-lhe, mas o jovem imperador morreu naquele mesmo com 7 anos de idade. Zenão, que tinha sido co-imperador com seu filho, tornou-se o único imperador romano do Oriente, mas sua sucessão não foi bem recebida por muitos. O povo de Constantinopla, de fato, considerou-o um bárbaro por causa de sua origem isaura (ele mesmo mudou seu nome original, Tarasicodissa, para o nome grego Zenão), enquanto alguns preferiam Marciano porque Ariadne, apesar de mais velha, havia nascido enquanto Leão I era apenas um soldado desconhecido, enquanto Leôncia havia nascido quando Leão já era o imperador (uma "porfirogênita", "nascida no púrpura"). O poder de Zenão foi desafiado por Basilisco, irmão de Élia Verina, que conseguiu derrubá-lo em 475 e manter o poder por um ano, antes de Zenão tomar-lhe de volta o trono.
Em 479, Marciano tentou derrubar novamente Zenão. Com a ajuda de seus irmãos, Procópio Antêmio e Rômulo, que reuniram em Constantinopla tropas compostas por cidadãos e estrangeiros na casa de Cesário, no sul do Fórum de Teodósio, e de lá marcharam ao mesmo tempo, passando pelo palácio imperial e pela casa de Ilo, um general isauro aliado de Zenão. O imperador quase foi derrubado pelos rebeldes, que, durante o dia, oprimiram as tropas imperiais que foram atingidas também pelos cidadãos nos telhados de suas casas. Durante a noite, porém, Ilo conseguiu mover uma unidade de isauros aquartelados na cidade próxima de Calcedônia para Constantinopla subornando os soldados de Marciano, permitindo assim que Zenão fugisse. Na manhã seguinte, Marciano, entendendo que sua situação era desesperadora e que os reforços do general gótico Teodorico Estrabão não chegariam a tempo, se refugiou na Igreja dos Santos Apóstolos, mas foi preso com seus irmãos.
Ele foi enviado para a Cesareia Mázaca, com seus irmãos. Com a ajuda de alguns monges, ele tentou fugir, mas, enquanto seus irmãos conseguiram, ele foi capturado e obrigado a se tornar um monge em Tarso, na Cilícia, ou preso na Isáuria, na fortaleza de Papúrio. Ele tentou escapar uma segunda vez, e, desta vez, ele conseguiu, mas depois de reunir novas tropas e atacar Ancira, foi novamente derrotado e capturado por Trocundo, irmão de Ilo.
Em 484, Ilo organizou uma revolta contra Zenão. Como ele não queria tomar o poder imperial para si, ele libertou Marciano e o proclamou imperador. Ilo também libertou Élia Verina (Zenão tinha a enviado ao exílio), e decidiram depor Marciano e elevar ao trono Leôncio; Marciano foi enviado à Itália para pedir ajuda de Odoacro.